# Concordia
 For alternative betydninger, se Concordia (flertydig). (Se også artikler, som begynder med Concordia)
Concordia er en gudinde i romersk mytologi, der personificerer enighed, forståelse og ægteskabelig samhørighed. Den tilsvarende gudinde i græsk mytologi hedder Harmonia.

Concordia var også navnet på en martyr og jomfru fra kejser Decius' tid i Rom omkring år 250. 18. februar er Concordias dag.